# Tim op het Broek
Tim op het Broek (Roermond, 11 juni 1982), is een Nederlandse radiopresentator / radio dj.

## Biografie
Vanaf medio 2001 presenteerde Op het Broek bij de radiozender van de Limburgse regionale omroep L1. Daar verzorgde hij de middag, de avond en ochtendshow over een periode van 18 jaar. Daarnaast viel hij regelmatig in voor andere programma's zoals bijvoorbeeld 'Cultuur Cafe' en 'Limburgs Land'. Vanaf begin mei 2019 presenteerde hij op werkdagen tussen 16:00 en 19:00 uur de middagshow "Kink Rush Hour" op de Nederlandse landelijke radiozender KINK. In 2021, 2023 en 2024 werd hij genomineerd voor de Zilveren Radioster Man.
Op 23 januari 2021 presenteerde Tim van 21:00 tot 05:00 uur op Kink eenmalig een programma in het kader van de avondklok (Corona) tijdens de eerste lockdown. Ieder uur behandelde hij een ander thema. 
Tussen kerst en oud en nieuw 2021 zamelde Tim tijdens de tweede corona lockdown geld in voor de longverpleging in Nederland. Dit deed hij door de hele KINK Album Top 1000 in zijn eentje te presenteren. Daardoor maakte hij zo'n achttien uur radio per dag.
In 2022 kreeg hij een speciale vermelding van de jury van de Zilveren Reissmicrofoon.
Op 1 januari 2023 verscheen de eerste aflevering van de tiendelige podcastserie over oud VARA en Veronica radiopresentator, wijlen Alfred Lagarde, met de titel: More Than A Feeling. Sinds oktober 2023 maakte hij naast de middagshow ook op zondagavond een programma voor KINK met de titel: "Avondapotheek". Een muzikaal avontuurlijk programma gelardeerd met gesproken woord en poëzie.
Op 8 april 2024 presenteerde hij 'De Zelfmoordshow' met daarin veel aandacht voor 113-zelfmoordpreventie. Voor deze radiouitzending onving hij een nominatie voor de Zilveren Reissmicrofoon 2024.
Op 26 september 2024 maakte Op het Broek zijn laatste programma voor KINK. Het was al maandenlang bekend dat Op het Broek wilde overstappen naar de landelijke publieke radiozender NPO Radio 2. Hij werd echter door zijn werkgever Kink aan een concurrentiebeding gehouden, waardoor hij niet kon overstappen. Tijdens de rechtszaak daarover in september 2024 werd al duidelijk dat het plan was dat Op het Broek een avondprogramma ging krijgen op NPO Radio 2. Overeengekomen werd dat Op het Broek pas na acht maanden mocht overstappen.
Sinds maart 2025 presenteert Op het Broek het tweede seizoen van de podcastserie Zeebenen. De podcastserie richt zich op het verhaal over de Noordzee.
Sinds de nieuwe avond- en nachtprogrammering van NPO Radio 2 per maandag 5 mei 2025, presenteert Op het Broek van maandag t/m donderdag tussen 22:00 en 00:00 uur namens AVROTROS Tims Avondslot. Ook is hij regelmatig invaller op de publieke radiozender.
Vanaf 10 juni 2025 maakt Op het Broek samen met auteur/singer-songwriter Yorick van Norden een onder meer via YouTube te volgen (video-)podcastreeks, naar aanleiding van diens op 25 april 2025 bij uitgeverij Noordboek-van Gorcum verschenen boek "De Platenkast van Paul McCartney".

## Werkzaamheden

### Radio
| Periode   | Programma       | Functie     | Opmerkingen      |
| --------- | --------------- | ----------- | ---------------- |
| 2012-2018 | Avondshow       | presentator | voor L1          |
| 2018-2019 | Ochtendshow     | presentator | voor L1          |
| 2019-2024 | KINK Rush Hour  | presentator | voor KINK        |
| 2019-2024 | KINK Kafe       | presentator | voor KINK        |
| 2019-2024 | KINK In Concert | presentator | voor KINK        |
| 2025-     | Tims Avondslot  | presentator | voor NPO Radio 2 |